# 성공회대학교
성공회대학교(聖公會大學校, Sungkonghoe University)는 대한민국 서울특별시 구로구에 위치한 성공회계열 사립대학이다. 영문 약칭으로 SKHU가 쓰이며, 국문 약칭으로 성공회대 혹은 회대가 있다. 현재 서울교구 소속인 김경문 신부가 총장직을 역임하고 있다.
1914년 대한성공회는 경기도 강화군에 성 미카엘 신학원을 설립하였다. 이후 조선총독부에 의해 강제 폐교되었으나 광복과 함께 학교를 다시 설립하였다. 1952년 한국 전쟁의 발발로 충청북도 청주시로 학교를 이전하였다. 1961년 9월 현 위치로 학교를 이전하였다. 1982년 천신신학교로 개편하였다. 1992년 성공회신학대학의 설립 인가를 획득하였다. 1994년 성공회대학교로 교명을 변경하였다.
성공회대학교는 한국에서 가장 진보적인 학풍으로 입지를 굳혀왔다. 특히 대한민국내 대학 중 비주류 경제학, 정치학, 철학 연구가 가장 활발하게 진행되고 있는 대학으로 평가되고 있다. 또한 국내에서 유일하게 성공회 사제를 양성하는 신학대학원이 있는 대학교이다.

## 연혁

### 1914~1982: 성 미카엘신학원
1914년 4월 성 미카엘신학원이 경기도 강화군에 설립되었다. 1915년 성 미카엘신학원은 제1회 졸업생을 배출하였으나 동시에 발발한 제1차 세계대전으로 인해 처음으로 휴교를 하였다. 1921년 5월 성 미카엘신학원은 인천광역시로 학교를 이전하였다. 1940년 3월 조선총독부의 신사 참배 명령에 거부 선언과 정치적인 이유로 강제 폐교된 뒤, 광복 이후 1948년 다시 개교하였다. 1952년 4월 한국 전쟁의 발발로 인해 인천광역시에서 충청북도 청주시로 학교를 이전하였다. 1961년 9월 서울특별시 구로구 항동 현 교지로 이전하였다. 1965년 4월 전국신학대학협의회에 창립회원으로 참여하였다.

### 1982~1992: 천신신학교
1982년 3월 성 미카엘신학원은 4년제 대학 학부 과정을 운영하는 천신신학교로 개편하였으며, 초대 교장으로 이재민 박사가 취임하였다. 1986년 10월 국내 및 국외의 특별 헌금으로 학생회관을 준공하였다. 1988년 3월 사회복지학과를 설치하여 종합 대학으로 전환하기 위한 발판을 마련하였다.

### 1992~1994: 성공회신학대학
1992년 2월 천신신학교의 폐지와 동시에 성공회신학대학의 설립 인가를 획득하였다. 1993년 3월 성공회신학대학의 초대학장으로 이재정 신부가 취임하였다. 1994년 3월 현 사회과학부에 해당하는 종교사회학과와 현 영어학과에 해당하는 선교영어학교를 신설하였다. 1994년 7월 연세대학교와 협력대학관계를 위한 교류 협정을 체결하였다.

### 1994~현재: 성공회대학교
1994년 9월 성공회신학대학에서 성공회대학교로 교명을 변경하였다. 1995년 3월 세계성공회대학협의회에 회원 학교 자격으로 가입하였다. 1997년 3월 이재정 신부가 재취임하였다. 또한 신학도서관을 개관하였다. 2000년 4월 국내 대학으로는 처음으로 교내에 민주화 운동 자료관을 개관하였다. 2005년 성공회대학교는 학교의 중장기적 발전을 위해 노력하였다. 4월 본부 행정조직을 개편하여 팀제를 도입하고 직원 호칭제도 등을 변경하였으며, 같은 해 10월에는 교내 대학발전추진위원회가 2005~2014년 성공회대학교 장기발전계획 설명회를 진행하였다.
이 시기 성공회대학교는 국내외 다수의 대학 및 기관들과 교류 협약을 체결하여 교육 네트워크를 확장하였다. 국내에서는 상지대학교, 한신대학교와 함께 민주대학 컨소시엄을 구성하였으며, 원광디지털대학교와 교류협정을 체결하였다.
또한 구로구청, 매일경제TV, 한겨레신문사 등과 교류 협정을 체결하였다. 국외에서는 일본의 릿쿄 대학, 모모야마 대학, 폴학원 대학, 필리핀의 세인트루이스대학과 교류협정을 체결하였다. 또한 2000년 인도창 프로그램, 2004년 중국창 프로그램의 발대식을 진행하며 학부 재학생의 해외 교류 활동을 진흥하였다.
또한 이 시기 성공회대학교는 다수의 학부 전공과 대학원 과정을 신설하였다. 학부 과정으로는 1995년 3월 사회복지학과와 전산정보학과, 1996년 3월 일어학과와 신문방송학과, 9월 정보통신학과, 1997년 12월 유통정보학과, 1998년 10월 중어중국학과, 2001년 7월 디지털콘텐츠학부 등을 신설하였다. 대학원 과정으로는 1996년 3월 신학대학원, 1997년 12월 사회개발대학원, 1999년 11월 일반대학원, 교육대학원, 정보과학대학원, 2001년 8월 신학전문대학원 등을 신설하였다.
- 2013년 : 교육부 선정 정부재정지원제한대학[2]

## 상징
성공회대학교 교표는 그리스도의 빛이 퍼져나가는 불꽃과 온누리, 대학의 호수성인인 성 미카엘의 첫 알파펫 M과 천평저울을 단순화한 것이다. 교표 속 문구인 'Lux Mundi'는 '세상의 빛'을 의미하는 요한복음 8장 12절의 라틴어이다.

## 위상

### 정부 평가
2000년 9월과 2001년 8월 대한민국 교육부는 성공회대학교를 비정부기구 부문의 특성화를 통해  교육개혁추진 우수대학으로 2년 연속 선정하였다.

### 대외 평가
2003년 9월 대한민국의 신문사 《중앙일보》는 성공회대학교를 전국대학평가 사회학부분 전분야 상위권에 선정하였다.

### 국책사업 활동
2004년 2월 대한민국 정보통신부는 성공회대학교를 IT학과 교과과정 개편지원사업 신규지원 대학교로 선정하였다. 2005년 3월 대한민국 정보통신부의 IT교수요원 초빙 지원사업을 선정되었다.

## 논란

### 한국대학생연합 가입 총투표 조작 사태
성공회대 총학생회는 2009년 초 4.2 동맹휴업 및 한대련 가입 건에 대한 총투표를 실시했다. 과반을 40명 정도 넘긴 학생들이 투표에 참여하고 그중 각각 80%, 70%를 넘는 학생들이 찬성투표해 총투표가 가결되고 성공회대 총학생회는 한대련에 가입했다.
그러나 2009년 12월, 선거가 끝난 개표일 전날 밤 몰래 개표한 결과. 10표 남짓한 차이로 한대련 투표가 (정족수 미달로) 부결되는 것으로 나오자 선거인명부를 고치고 50여표를 더 넣어 가결시켰다고 한 내부고발자가 양심선언했다.
부총학생회장은 선거인명부에 투표권이 없는 휴학생이 많이 들어있었다고 변명했지만 학교측은 순수 재학생만 포함된 명단을 학생측에 제공했다고 답했다.
12월 10일 양심고백 이후 12월 11일 부정선거 주범인 부총학생회장이, 12월 14일 총학생회장이 사죄했다. 1월 14일 1차 토론회를 열었고 1월 15일에 다른 부정선거 가담자가 양심선언을 했다.
학생사회 논의 결과 주범에게는 1. 부총학생회장 자격 박탈, 2. 학생회원 권리 박탈, 3. 공개적 방법으로 사과문 발표, 4. 교내봉사 120시간(한 학기 이내)의 징계가, 부정투표 가담 후 뒤늦게 양심선언을 한 내부고발자 2명에게는 교내봉사 20시간의 징계가 내려졌다. 총학생회장 등 다른 총학생회 집행부 구성원과 선관위원은 부정투표에 개입하지 않았고 찬성 25장/반대 25장의 부정투표를 한대련 투표에 한해 넣은 것으로 드러났다.

## 같이 보기
- 대한성공회
- 한화그룹